# Sei Cingam
Sei Cingam is een bestuurslaag in het regentschap Bengkalis van de provincie Riau, Indonesië. Sei Cingam telt 2073 inwoners (volkstelling 2010).